# Zbigniew Jan Sałaciński
Zbigniew Jan Sałaciński (ur. 19 maja 1905 w Kwilczu, zm. 12 lutego 1977 w Chorzowie) – lekarz chirurg, weteran szlaku Armii Polskiej na Wschodzie, komendant polskiej czołówki chirurgicznej podczas bitwy pod Monte Cassino.

## Życiorys
Urodził się w rodzinie Stanisława Wojciecha (brata Franciszka Kazimierza), ogrodnika, i Heleny z Schulzów. Kuzyn Hieronima Schulza. Uczeń gimnazjów w Pniewach i Międzychodzie, od 1925 absolwent Gimnazjum im. Karola Marcinkowskiego w Poznaniu. Studiował na Wydziale Lekarskim Uniwersytetu Poznańskiego, gdzie w 1934 otrzymał dyplom lekarski. W latach 1925–1927 członek Korporacji Akademickiej Chrobria. Odbył przeszkolenie wojskowe w Szkole Podchorążych Rezerwy Artylerii we Włodzimierzu Wołyńskim. Na stopień podporucznika został mianowany ze starszeństwem z 1 stycznia 1935 i 298. lokatą w korpusie oficerów rezerwy artylerii. Jako oficer rezerwy posiadał przydział do 14 Wielkopolskiego Pułku Artylerii Lekkiej w Poznaniu, a następnie 6 Pułku Artylerii Lekkiej w Krakowie. Od roku 1935 odbywał praktykę szpitalną w Poznaniu i Kaliszu. W latach 1936–1939 był asystentem w Oddziale Chirurgii Szpitala Spółki Brackiej w Chorzowie.
W kampanii wrześniowej 1939, jako podporucznik rezerwy był lekarzem w samodzielnym zespole chirurgicznym zmobilizowanym przez 5 Szpital Okręgowy w Krakowie. Od 18 września 1939 był lekarzem w obozie dla internowanych w Băile Govora, a od stycznia 1940 w Tîrgu Jiu w Rumunii. W kwietniu 1940 przedostał się do Francji, gdzie pracował jako chirurg w I Dywizji Grenadierów. Od lipca 1940 w polskich oddziałach wojskowych na terenie Szkocji, gdzie pracował jako wolontariusz w szpitalu w Dundee. W sierpniu 1942 został skierowany na środkowy wschód – pracował jako chirurg w Armii Polskiej na Wschodzie, początkowo w Szpitalu Wojennym nr 1 w Rechowot w Palestynie, a od stycznia 1943 w Szpitalu Wojennym nr 2 w Chanakin w Iraku. Od 16 lipca 1943 do 1 maja 1944 jako lekarz chirurg w 7. Kompanii Sanitarnej II Brygady Pancernej przeszedł szlak: Irak – Palestyna – Egipt – Włochy. Od 2 maja 1944 do końca wojny był komendantem polskiej czołówki chirurgicznej biorącej udział w bitwie pod Monte Cassino i w walkach na linii Gotów. W bitwie pod Monte Cassino w stopniu porucznika lekarza był komendantem 47. Czołówki Chirurgicznej w Głównym Punkcie Opatrunkowym 5. Kresowej Dywizji Piechoty.
Po kampanii włoskiej został odkomenderowany do Oddziału Chirurgicznego 7. Polskiego Szpitala Wojennego w Ankonie. Pod koniec 1946 przeniesiony do Wielkiej Brytanii, gdzie pracował w Szpitalu Polskim w Penley aż do kwietnia 1947. Zdemobilizowany w stopniu kapitana rezerwy, powrócił do kraju w sierpniu 1947 roku. Lekarz chirurg w Wirku (obecnie dzielnica Rudy Śląskiej) i Rybniku. Od 1949 orydnator Oddziału Chirurgii Szpitala Miejskiego im. dra med. Andrzeja Mielęckiego w Chorzowie, a w latach 1955–1975 dyrektor tego szpitala. Członek Polskiego Tow. Lekarskiego, działacz Polskiego Czerwonego Krzyża, płk. rezerwy WP. Zmarł 12 lutego 1977 w Chorzowie, pochowany na cmentarzu parafii św. Jadwigi w Chorzowie. Odznaczony brytyjskimi, włoskimi i polskimi odznaczeniami, m.in. Krzyżem Monte Cassino, Gwiazdą Italii, Gwiazdą za Wojnę 1939–45, Krzyżem Wojennym za Męstwo Wojskowe, Krzyżem Walecznych, Srebrnym Krzyżem Zasługi z Mieczami, Krzyżem Kawalerskim Orderu Odrodzenia Polski.
Z zawartego w 1938 roku małżeństwa z Hildegardą z domu Rozsypoł, lekarzem stomatologiem, miał dwie córki: Elżbietę i Dorotę.